# Euplectella timorensis
Euplectella timorensis är en svampdjursart som beskrevs av Isao Ijima 1927. Euplectella timorensis ingår i släktet Euplectella och familjen Euplectellidae.
Artens utbredningsområde är havet kring Indonesien. Inga underarter finns listade i Catalogue of Life.